# Tipula (Eumicrotipula) fatidica
Tipula (Eumicrotipula) fatidica is een tweevleugelige uit de familie langpootmuggen (Tipulidae). De soort komt voor in het Neotropisch gebied.